# Audiophile Records
Audiophile Records is een Amerikaans platenlabel waarop 'klassieke Amerikaanse populaire songs' uitkomen, van lichte muziek tot jazzmuziek. Het is een sublabel van Jazzology Records, die verschillende labels voert op het gebied van jazz, blues en moderne muziek. 
Op Audiophile Records werd muziek uitgebracht van onder meer Art Hodes, Maxine Sullivan (waaronder een plaat met Doc Cheatham), Shirley Horn, Carrie Smith, Mel Tormé, Lee Wiley, Jane jarvis, Allan Vache, Jim Cullum Jazz Band, Jimmy Rowles (met George Mraz), Les Paul, Patti Page, Freddy Cole (met Herb Jeffries), Dick Haymes, Helen Forrest, Irene Kral, Loonis McGlohon, Marlene VerPlanck en Mike Campbell.